# Esôfago de Barrett
Esôfago de Barrett (português brasileiro) ou esófago de Barrett (português europeu) (EB) ou síndrome de Barrett é uma doença na qual há uma mudança anormal (metaplasia) nas células da porção inferior do esôfago.
Acredita-se que seja causada por uma exposição prolongada ao conteúdo ácido proveniente do estômago (esofagite de refluxo). O esôfago de Barrett é encontrado em cerca de 10% dos pacientes que procuram tratamento médico para a doença do refluxo gastroesofágico.
O esôfago de Barrett possui relevância clínica por ser considerado uma lesão pré-maligna, que pode evoluir para displasia e câncer de esôfago do tipo adenocarcinoma. Estima-se que a incidência de adenocarcinoma no esôfago de Barrett varie de 1:146 pacientes/ano, a 1:180, 1:184 ou 1:222, conforme a fonte. O risco varia de 0,2 a 2,1% ano em pacientes sem displasia, o que representa um risco de incidência de câncer de esôfago 30 a 125 vezes maior que a população em geral.
Em função do potencial risco de se transformar em uma lesão maligna, a doença requer monitorização periódica através de endoscopia digestiva alta.
A doença recebe o nome em homenagem ao Dr. Norman Barrett (1903–1979), cirurgião australiano do Hospital de St Thomas no Reino Unido que descreveu a doença pela primeira vez em 1957.

## Fisiopatologia

Diagrama mostrando a localização do esôfago, estômago e intestino

O esôfago é um órgão oco em forma de tubo que une a faringe ao estômago. Sua principal função é, através de contrações peristálticas, realizar o transporte do alimento ingerido em direção ao estômago. O conteúdo do estômago é muito ácido, enquanto o do esôfago não é. Em função disso, o estômago possui um revestimento especial resistente à acidez. No entanto, o esôfago não possui um revestimento especial que seja capaz de resistir ao conteúdo ácido do estômago que se desloca até o esôfago quando a pessoa tem doença do refluxo gastroesofágico.

### Causa
O esôfago de Barrett ocorre em pacientes com doença do refluxo gastroesofágico (DRGE) de longa duração (vários anos). Representa uma resposta adaptativa da mucosa esofágica à agressão causada pelo conteúdo estomacal, que segue sentido contrário ao normal, que é descendente. Os fatores de risco para desenvolvimento do EB são os que favorecem o refluxo gastroesofágico, e incluem a hérnia de hiato, a incompetência do esfíncter inferior do esôfago e o refluxo do conteúdo duodenogástrico.
Ainda não se sabe ao certo por que o esôfago de Barrett somente se desenvolve em pessoas que possuem a doença do refluxo gastroesofágico.

## Sinais e sintomas
Os sintomas de pacientes com esôfago de Barrett são, em geral, os mesmos dos pacientes com doença do refluxo gastroesofágica não-complicada. Pode ser identificado também em portadores de sintomas atípicos e dispépticos. O quadro clínico que mais sugere seu diagnóstico, segundo Cameron et al., é história de refluxo de longa duração e episódios de pirose (azia) noturna, em geral, acima de 5 anos.

## Diagnóstico
A metaplasia do esôfago de Barrett é bastante visível através da endoscopia digestiva alta. No exame pode ser notada uma lesão de "cor salmão" ou "cor vermelho-róseo". O médico que realiza o exame endoscópico recolhe amostras da lesão esofágica (biópsia).
Estas amostras são analisadas sob microscópio para determinar se as células são de natureza gástrica ou intestinal. A metaplasia intestinal do esôfago de Barrett é geralmente identificada com a ocorrência de células caliciformes no epitélio. A presença das células metaplásicas intestinais é necessária para que o diagnóstico da doença seja confirmado.

### Biópsia

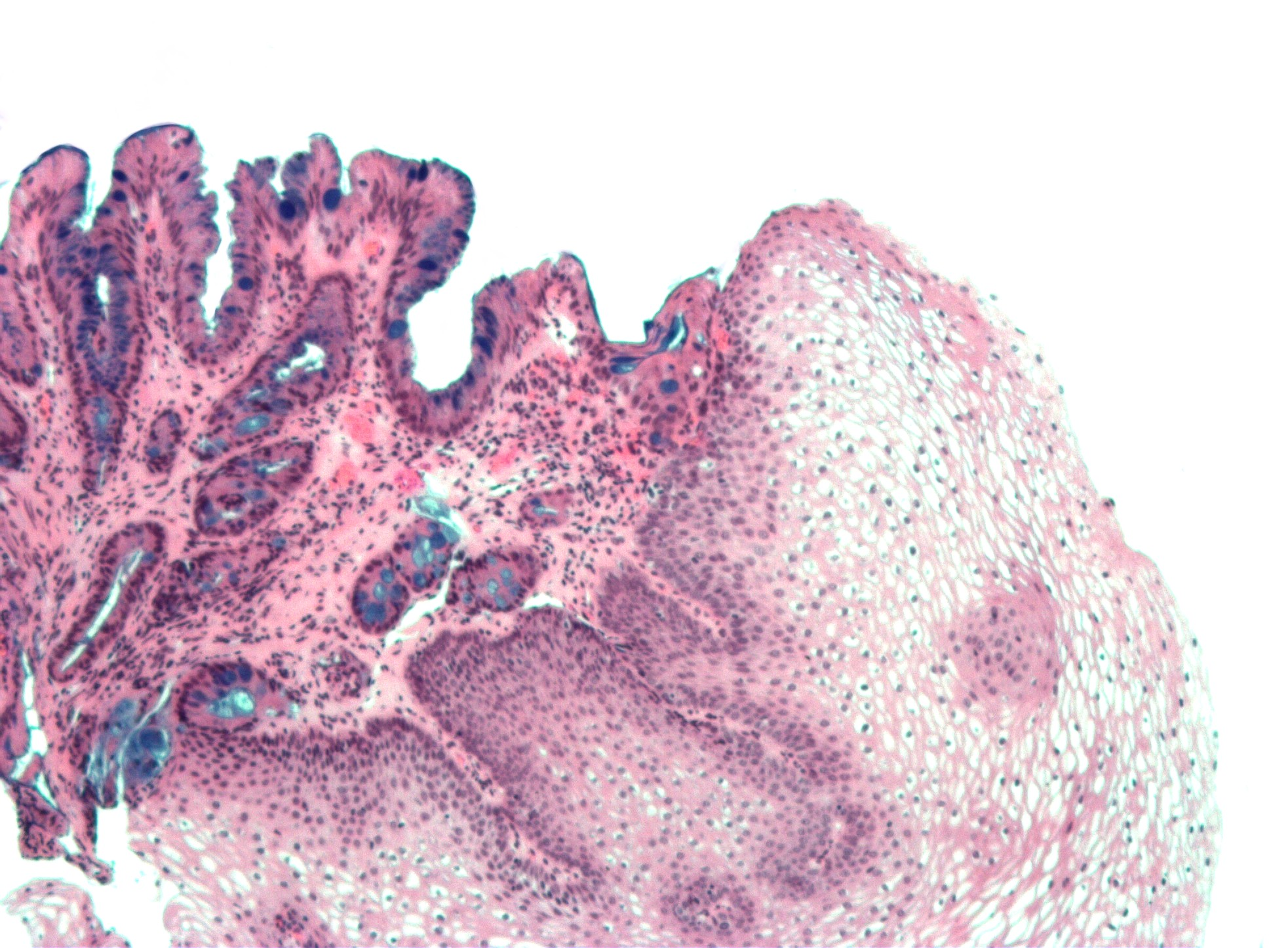
Microfotografia de um esôfago de Barrett (na esquerda da imagem) e de um epitélio escamoso estratificado normal (direita da imagem). Coloração de Alcian blue.

O esôfago de Barrett é caracterizado por uma modificação no epitélio do órgão. Na doença, ocorre a presença de epitélio colunar na porção inferior do esôfago, substituindo o epitélio escamoso normal do esôfago. Esta transformação do epitélio é um exemplo de metaplasia. Apesar de o epitélio colunar ser capaz de suportar melhor a ação erosiva das secreções do estômago; esta metaplasia confere um risco aumentado de câncer no esôfago do tipo adenocarcinoma.
As células colunares metaplásicas podem ser de dois tipos: gástricas (similares às do estômago, que não são tecnicamente um esôfago de Barrett) ou intestinais (similares às células dos intestinos). Uma biópsia da área afetada geralmente irá apresentar uma mistura de ambos os tipos. A metaplasia intestinal confere um risco maior de malignidade.

## Prognóstico e complicações
A principal complicação do esôfago de Barrett é a possibilidade das células continuarem a sofrer mutações a ponto de se tornarem cancerosas, gerando um câncer esofágico. Quanto mais cedo for detectada a metaplasia (o primeiro estágio de diferenciação), melhor o prognóstico. O esôfago de Barrett pode desenvolver mudanças pré-cancerosas (displasias, que são o segundo estágio de diferenciação) em graus que variam de negativo (sem displasia), leve mas com mudanças significativas (displasia de baixo grau), a mudanças sérias (displasia de alto grau), e finalmente ao câncer invasivo.
O risco de um paciente com esôfago de Barrett desenvolver um adenocarcinoma de esôfago é 30 a 125 vezes maior que pessoas sem a doença. No entanto, a maioria dos pacientes com esôfago de Barrett não irá desenvolver câncer de esôfago e irá morrer de outras causas. O risco de progressão para adenocarcinoma do esôfago está estimado em 0,4 a 0,5% ao ano em pacientes sem displasia que realizam biópsias de acompanhamento.
Não existe atualmente um método confiável de determinar se os pacientes com o esôfago de Barrett irão ou não desenvolver câncer de esôfago.

## Tratamento
Atualmente não existem medicamentos que façam com que o esôfago de Barrett regrida. Entretanto, os tratamentos atuais, que buscam tratar a doença do refluxo gastroesofágico, diminuem a progressão da doença e previnem as suas possíveis complicações, como o câncer esofágico.
Além disso, um acompanhamento deve ser realizado para o conhecimento da progressão da doença.

### Tratamento do refluxo
O tratamento inclui o controle do refluxo com medicamentos e medidas que ajudem a preveni-lo. Para tratar o refluxo gastroesofágico o paciente pode realizar uma cirurgia de fortalecimento do músculo esfíncter inferior do esôfago, chamada de fundoplicação.
A dieta dos pacientes com EB é a mesma recomendada para os pacientes com a doença do refluxo gastroesofágico. Os pacientes devem evitar alimentos fritos e gordurosos, chocolate, álcool, café, frutas ou sucos cítricos, molho de tomate, ketchup, mostarda, aspirina ou outras drogas antiinflamatórias não-esteróides, entre outros cuidados. Eles também devem evitar refeições 3 horas antes de dormir, elevar a cabeceira da cama, reduzir o peso (se estiverem com sobrepeso) e parar com o hábito de tabagismo.

### Acompanhamento da evolução
As recomendações atuais incluem endoscopia e biópsia de rotina (em busca de mudanças displásicas) durante certos intervalos de meses. Se a metaplasia evoluir para uma displasia, os intervalos entre os exames de endoscopia são diminuídos.

### Tratamento para displasia ou câncer esofágico
Se é descoberto que uma pessoa com EB possui uma displasia ou câncer, o médico geralmente irá recomendar uma cirurgia se a pessoa for suficientemente saudável, possuindo boas chances de ser curada. O tipo de cirurgia pode variar, mas geralmente envolve a remoção da maior parte do esôfago, elevando o estômago no tórax para uni-lo à porção restante do esôfago. Muitos pacientes com o EB são idosos e possuem muitos outros problemas médicos que tornam a cirurgia inviável. Nestes pacientes, outros métodos de tratamento têm sido estudados.
Em displasias graves (de alto grau), tem sido utilizado o tratamento a laser, ao passo que o câncer esofágico pode necessitar de cirurgia, radioterapia ou quimioterapia sistêmica.

## Epidemiologia
A idade média dos pacientes com esôfago de Barrett está entre 55 e 65 anos. Mais de 80% dos pacientes são homens brancos, com alguns estudos indicando uma prevalência maior em fumantes e alcoolistas. A doença é rara em descendentes de africanos e asiáticos. A doença é duas vezes mais comum em homens do que em mulheres.
Estima-se que o EB afete 700.000 pessoas nos Estados Unidos.